# Pârâul Tocilei
Pârâul Tocilei este un afluent al râului Râșcuța. 

## Hărți
- Harta județului Suceava